# باشگاه ورزشی مانو اورا
باشگاه ورزشی مانو اورا یک تیم فوتبال از پلی‌نزی فرانسه مستقر در پاپت است که در حال حاضر در لیگ ۱ تاهیتی، لیگ برتر فوتبال در تاهیتی بازی می‌کند. مانو اورا که در سال ۱۹۵۳ شکل گرفت، با پنج عنوان قهرمانی لیگ و سه عنوان قهرمانی جام حذفی، سابقه قوی در فوتبال داخلی و منطقه‌ای دارد.

## افتخارات
- لیگ ۱ تاهیتی: ۵ قهرمانی
- جام حذفی تاهیتی: ۲ قهرمانی
- جام قهرمانان تاهیتی: ۱ قهرمانی
- جام تی‌اوام: ۲ قهرمانی
- جام حذفی فرانسه: ۳ حضور

## نتایج قاره‌ای
| فصل     | مرحله  | باشگاه         | نتیجه |
| ------- | ------ | -------------- | ----- |
| ۲۰۰۵    | گروه B | مجنتا          | ۱–۴   |
| ۲۰۰۵    | گروه B | ماکورو         | ۱–۲   |
| ۲۰۰۵    | گروه B | تافئا          | ۰–۲   |
| ۰۸–۲۰۰۷ | گروه A | ویتاکر یونایتد | ۰–۶   |
| ۰۸–۲۰۰۷ | گروه A | آوکلند سیتی    | ۱–۱   |
| ۰۸–۲۰۰۷ | گروه A | ویتاکر یونایتد | ۱–۲   |
| ۰۸–۲۰۰۷ | گروه A | آوکلند سیتی    | ۰–۱   |
| ۱۰–۲۰۰۹ | گروه A | آوکلند سیتی    | ۰–۵   |
| ۱۰–۲۰۰۹ | گروه A | ویتاکر یونایتد | ۰–۲   |
| ۱۰–۲۰۰۹ | گروه A | مجنتا          | ۱–۱   |
| ۱۰–۲۰۰۹ | گروه A | آوکلند سیتی    | ۰–۲   |
| ۱۰–۲۰۰۹ | گروه A | ویتاکر یونایتد | ۱–۵   |
| ۱۰–۲۰۰۹ | گروه A | مجنتا          | ۱–۸   |